# Kangal

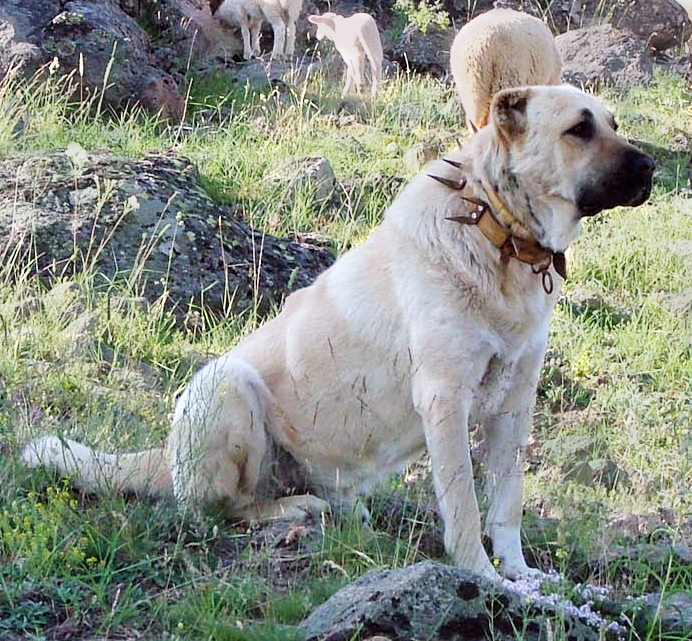

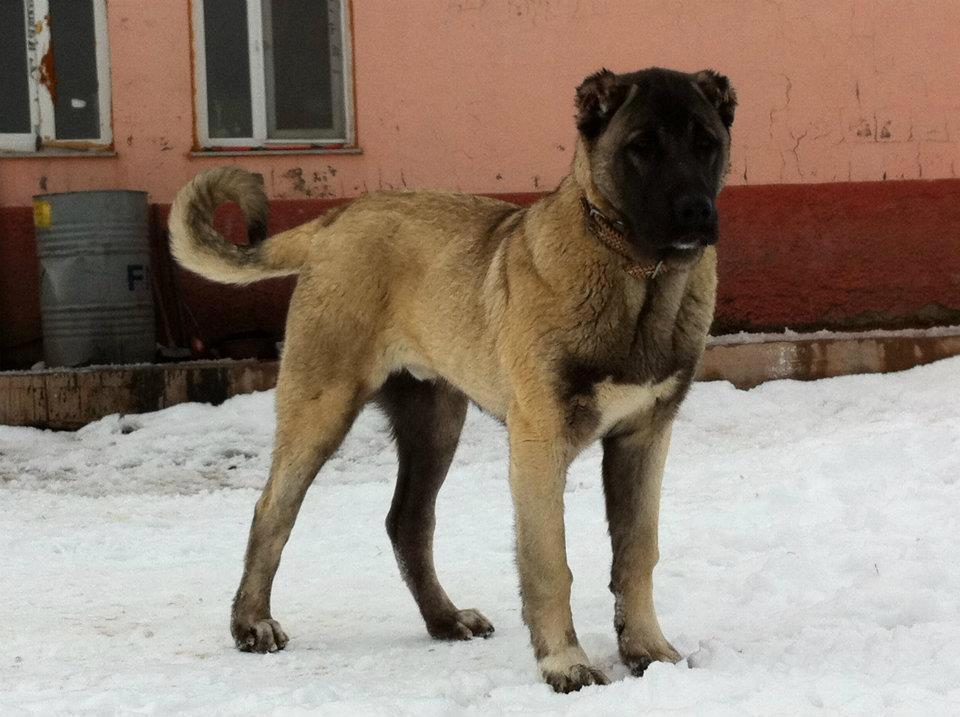

El Perro Kangal es una raza de perro guardián, originaria del distrito de Kangal, en la provincia de Sivas, Turquía.
Se considera una de las razas más antiguas y primitivas que existen.
Aunque suelen referirse a él como un perro pastor, es un perro guardián que guarda el ganado y lo defiende de lobos, osos y chacales. Se trata de un perro poderoso, con mordida en tijera perfecta. Algunos ejemplares alcanzan los 86 cm a la cruz y alcanzan fácilmente los 70 kilos. Se trata de un perro con un carácter primitivo, muy fiel al amo pero reacio a los extraños, por lo que es ideal para guarda y protección. 
Al igual que otras razas primitivas (pastor del Cáucaso, Dogo del Tíbet, Pastor de Asia Central, Aksaray Malaklisi, Tosa inu.... ), son totalmente desconfiados con los extraños por naturaleza; esto va grabado en sus genes y ha sido trasmitido durante generaciones. Estas características permanecen intactas en razas de perros que aún no han sido acaparadas por criadores para exposiciones de belleza, donde en ese caso se busca una total sumisión a los extraños, dado que en estos eventos los perros han de estar con otros perros y jueces, y estos últimos han de poder tocarles los testículos, la boca, etc. para poder evaluarlos de forma correcta. Esto perjudica seriamente a las razas de trabajo, motivo por el que en la última década hay un creciente interés por razas que se encuentran fuera de estos eventos o con una mínima participación, habiendo muchos ejemplares que conservan las características primitivas para guardar, proteger, defender, y la ojeriza a los extraños; esta última cualidad también la poseen razas como el fila brasileño.
En Turquía es utilizado para vigilar el ganado ante lobos, osos y otros animales; también para vigilar propiedades o proteger a personas. No es una raza apta para principiantes o personas de poco carácter.
El Kangal ha sido la base de cría del perro Pastor de Anatolia, la cual es un híbrido de varias razas turcas, y que suelen confundirlo a pesar de sus enormes diferencias. Para crear al Anatolia se utilizaron ejemplares de varias razas de pastores turcos, bien conocidas y diferenciadas en Turquía, pero totalmente desconocidas para los criadores extranjeros, que llamaban "pastor turco" a todas ellas a pesar de sus enormes diferencias en pelaje, colores, tamaños, etc. obteniendo perros poco homogéneos, que fueron puliendo hasta que la FCI reconoció al pastor de Anatolia como raza, aunque en Turquía tal raza no existe.
El Kangal también es confundido a veces con otra raza turca similar, como el Boz, el cual es básicamente su hermano mayor.
El Kangal como raza no ha sido reconocida por la FCI, dado que esta considera que el pastor de Anatolia (un cruce de varias razas turcas) ya representa al Kangal como raza, aunque evidentemente no es así.